# Réda Johnson
Réda Johnson (Marsella, Francia, 21 de marzo de 1988) es un futbolista francés nacionalizado beninés. En 2016, Reda se unió al Eastleigh, un club de la Liga Nacional de Inglaterra, donde jugó durante dos temporadas. Después de 2018, se presume que finalizó su carrera profesional.
Juega para la selección de fútbol de Benín.

## Trayectoria
Hijo de un beninés americano y una argelina, Johnson se inició como futbolista profesional en 2005 con el Gueugnon. Estuvo dos años en el club pero nunca jugó y se marchó al Amiens. Su debut profesional se produjo el 24 de agosto de 2007 y realizó 12 apariciones en la temporada 2007/08. E la siguiente campaña sólo jugó 8 veces y el Amiens descendió al Championnat National.
Estuvo a prueba en el Aberdeen de Escocia en julio de 2009 y dejó una muy buena impresión pero al final no se dio la contratación.
Sin embargo, hizo la pretemporada con el Plymouth Argyle inglés y pocos días después se integró oficialmente por tres años. Debutó el 22 de agosto de 2009 y realizó 25 apariciones en su primera temporada. Tuvo buenas actuaciones pero no puedo evitar el descenso del Argyle. La primera anotación en su carrera se produjo en septiembre de 2010 frente al Colchester United mientras capitaneba al equipo en reemplazo de Carl Fletcher.
Johnson fue vendido en enero de 2011 al Sheffield Wednesday por una suma sin confirmar. Anotó en su debut por la liga frente al Charlton Athletic, el 15 de enero.

## Selección nacional
Ha sido internacional con la Selección de fútbol de Benín en ocho ocasiones. Johnson, nacido en Francia e hijo de un padre estadounidense de origen beninés y de una madre de origen argelino, tuvo que optar entre cuatro selecciones. Pese a que manifestó su deseo de representar a Argelia, debutó con Benín el 11 de febrero de 2011, frente al seleccionado argelino.

### Participaciones en Copas Africanas
| Copa                           | Sede   | Resultado    | Partidos | Goles |
| ------------------------------ | ------ | ------------ | -------- | ----- |
| Copa Africana de Naciones 2010 | Angola | Primera fase | 0        | 0     |

## Clubes
| Club                | País       | Año         |
| ------------------- | ---------- | ----------- |
| Gueugnon            | Francia    | 2005 - 2007 |
| Amiens              | Francia    | 2007 - 2009 |
| Plymouth Argyle     | Inglaterra | 2009 - 2011 |
| Sheffield Wednesday | Inglaterra | 2011 - 2014 |
| Coventry City       | Inglaterra | 2014 - 2016 |
| Eastleigh F.C.      | Inglaterra | 2016 - 2018 |